# رمزی، شهرستان مندوسینو، کالیفرنیا
رمزی (به انگلیسی: Ramsey) یک منطقهٔ مسکونی در ایالات متحده آمریکا است که در شهرستان مندوسینو، کالیفرنیا واقع شده‌است. رمزی ۲۰۹ متر بالاتر از سطح دریا واقع شده‌است.